# Al-Jawf (provins i Jemen)
al-Jawf (arabiska: الجوف) är en provins i norra Jemen. Det gränsar till Saudiarabien. Den administrativa huvudorten är al-Hazm.
Provinsen har 443 797 invånare och en yta på 39 500 km².

## Distrikt
- Bart al-Anan
- al-Ghayl
- al-Hazm
- al-Humaydat
- Khabb wa ash-Sha'af
- al-Khalq
- Kharab al-Marashi
- al-Maslub
- al-Matammah
- al-Maton
- Rajuzah
- az-Zahir